# دوبريتش
دوبريتش هي مدينة بلغارية تقع في شمال شرق بلغاريا وتحتل المركز الثامن من حيث عدد السكان حوالي 89701 نسمة في 15 سبتمبر 2022 , وتبعد عن البحر الأسود 30 كم .

## السكان
| سنة  | عدد السكان |
| ---- | ---------- |
| 1880 | 9567       |
| 1910 | 17146      |
| 1946 | 30552      |
| 1985 | 118494     |
| 2009 | 102710     |

## توأمة
لدوبريتش اتفاقيات توأمة مع كل من:
- كافادارشي
- شافهاوزن
- زالاجيرسيج
- فرارة
- كونستانتسا
- إيزمائيل
- غولمود

## صور

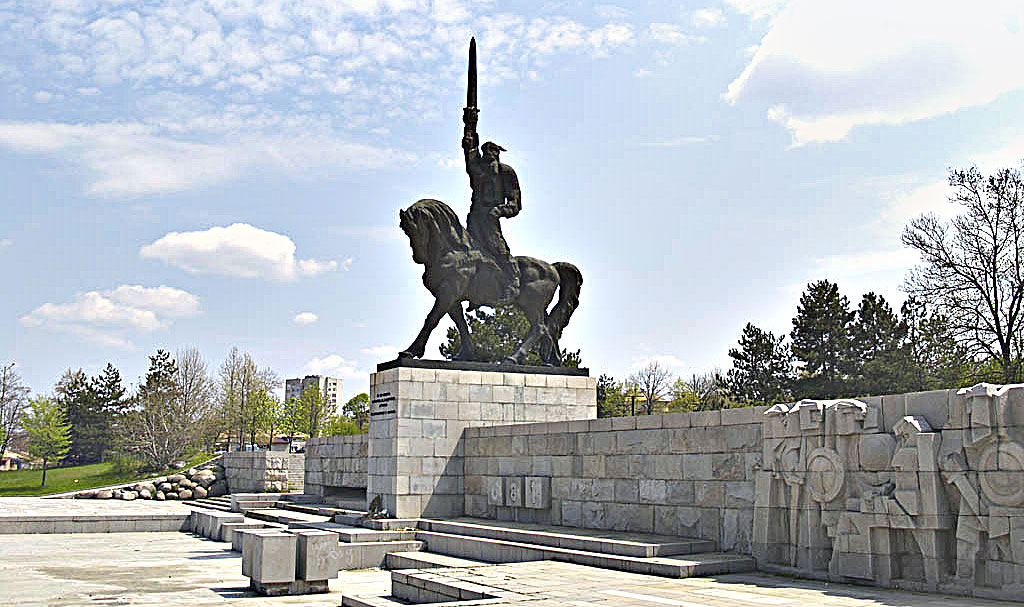
تمثال ملك بلغاريا (668-695م)
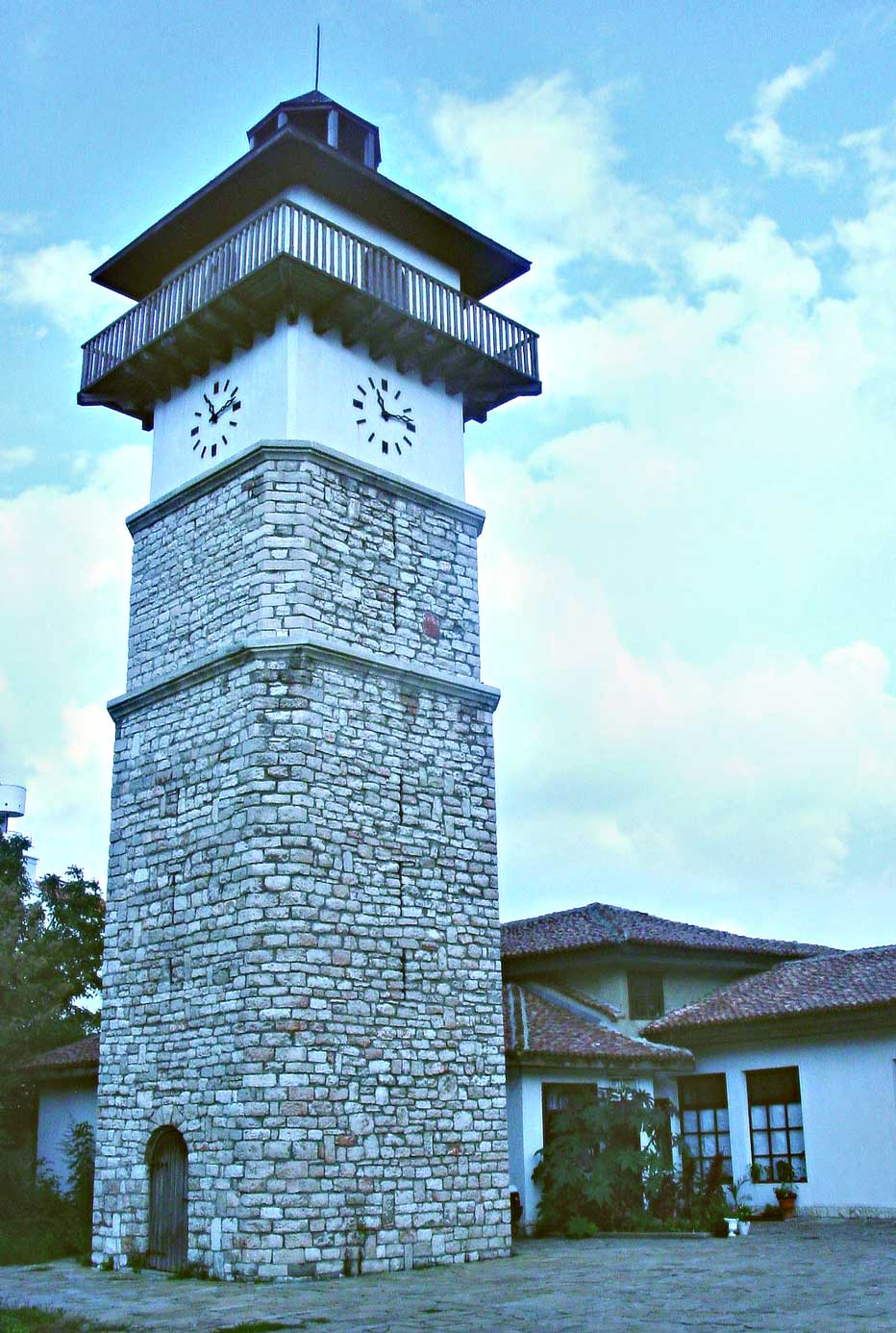
برج ساعة قديم
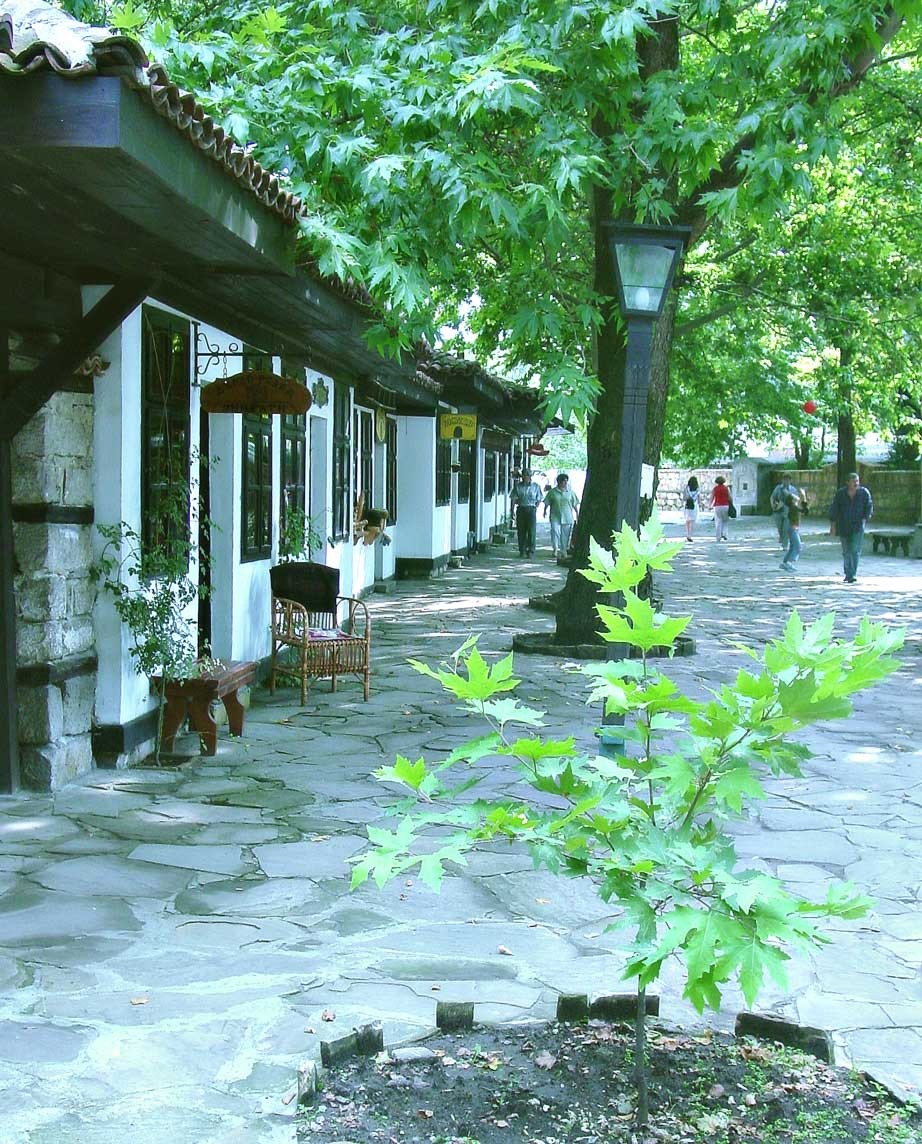
شارع في المدينة القديمة
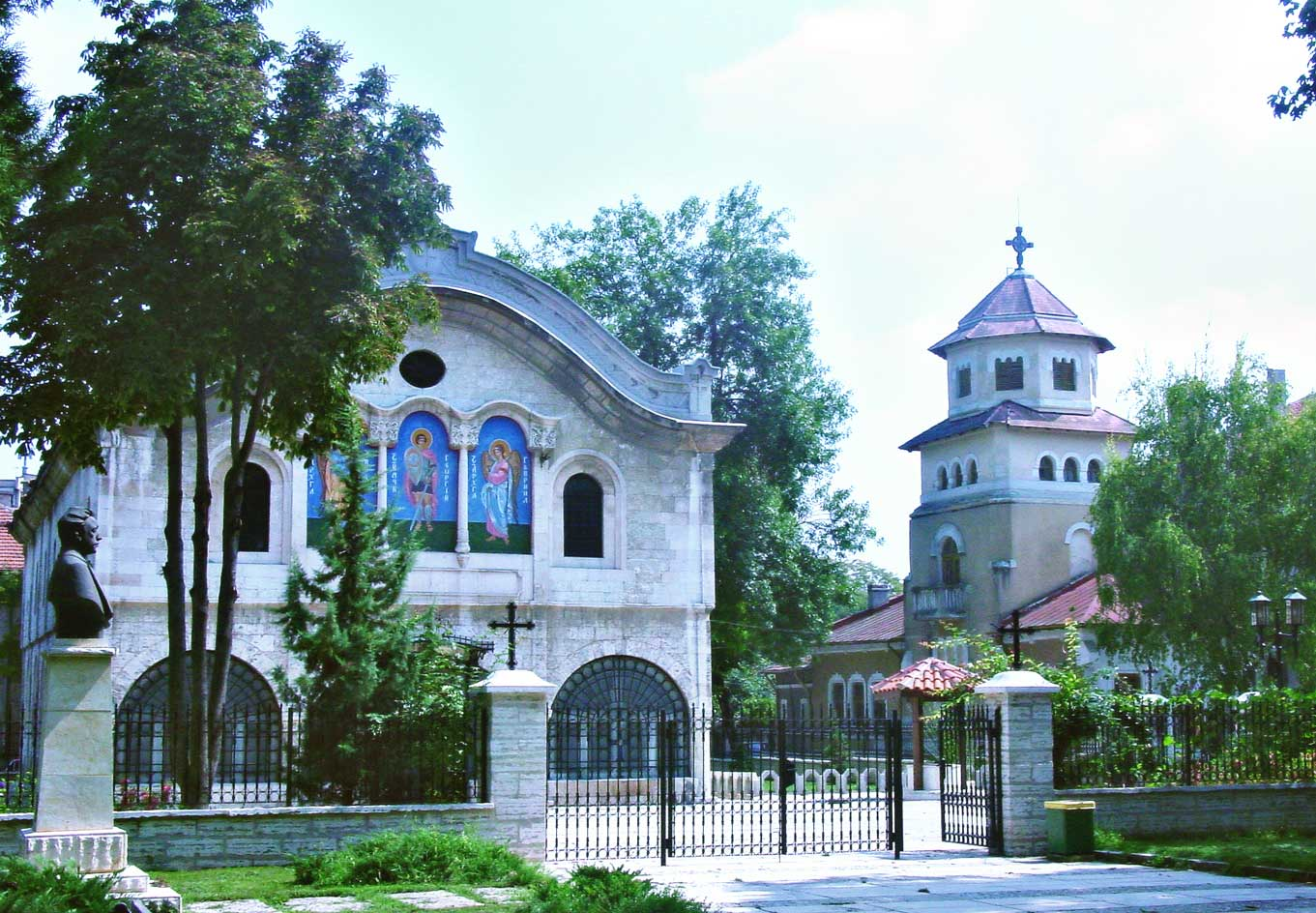
كنيسة
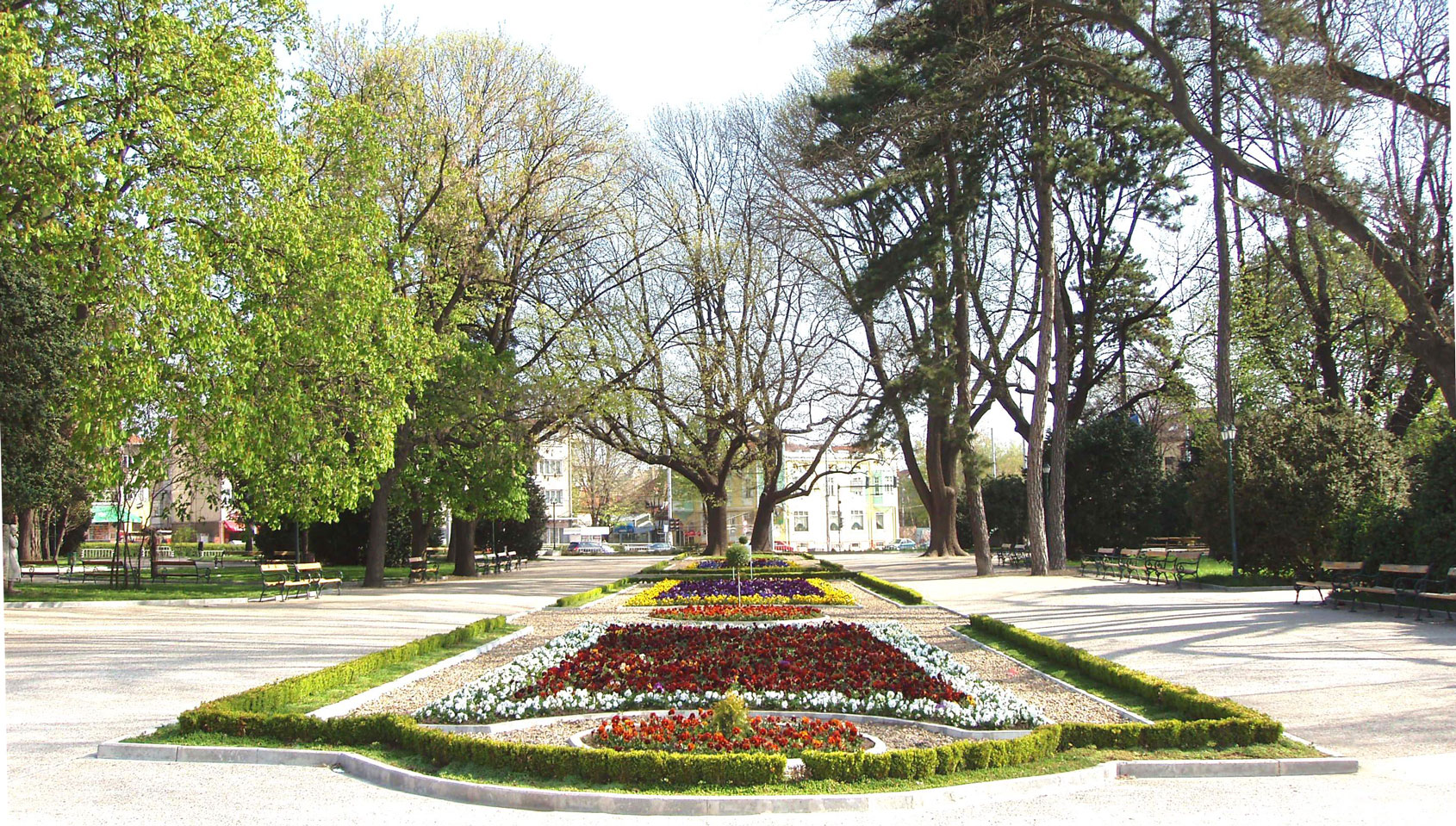
منتزة دوبريتش
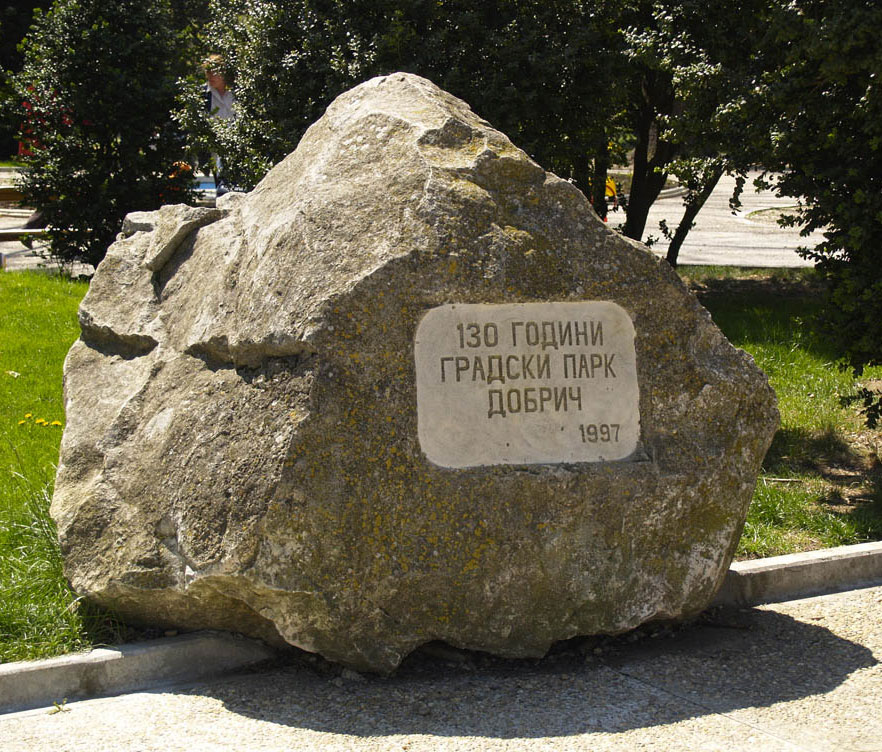
منتزة دوبرتيش منذ 130 عام

## أعلام
- سفيتوسلاف تودوروف
- أنطون ديميتروف
- إيفان بارنيف
- أحمد الثالث
- سفيتوسلاف بيتروف